# Маслова Ольга Олександрівна
Маслова Ольга Олександрівна (нар. 22 січня 1986) — українська вчена у галузі клітинної біології, популяризаторка науки, кандидат біологічних наук, співзасновниця проектів Needorium та Nobilitet, блогер, гостьовий викладач і науковий консультант інноваційних проектів. Авторка понад 40 наукових праць, опублікованих значною мірою у провідних міжнародних журналах, а також великої кількості науково-популярних статей. Ведуча програми "Наука як по маслу"  на Громадському радіо. Провела більше 100 науково-популярних лекцій і заходів, написала більше 100 науково-популярних статей для своїх блогів і ЗМІ, серед яких Куншт, Лікар.інфо, Бьютіхаб.
Діяльність вченої широко висвітлювалася у ЗМІ. 
Надихаюча жінка-2019 проекту «Дівчатка STEM», постійний лектор проекту STEM is FEM. Науковий консультант рекламного агентства Yellow Clutch Advertising.
Співавторка (разом з Нікою Бєльською) книги "Коли я нарешті висплюся?" видавництва "Віхола". [Архівовано 10 березня 2021 у Wayback Machine.] Авторка книги "Пригоди клітин (в організмі та поза ним)" видавництва Темпора [Архівовано 24 червня 2021 у Wayback Machine.].

## Біографія
У 4 роки Ольга стала цікавитися біологією, прочитавши першу наукову книгу «Клінічна цитологія». 
Середню освіту здобула в Кам'янець-Подільському ліцеї. У студентські роки одночасно навчалась в аспірантурі в Київському національному університеті імені Тараса Шевченка та працювала в Інституті молекулярної біології і генетики. Курсові, дипломні та дисертаційну роботу виконувала у співпраці з відділом регуляторних механізмів клітини Інституту молекулярної біології та генетики НАН України. 
З 2008 року працювала старшим лаборантом, а з 2009 по 2012 – молодшим науковим співробітником в Інституті генетичної та регенеративної медицини НАМНУ. У листопаді 2014 року захистила дисертацію «Морфофункціональні характеристики мезенхімальних клітин пуповини за модифікованих умов культивування» та здобула науковий ступінь «кандидат біологічних наук».
З 2013 по 2016 займала посаду заступника генерального директора з питань науки у одному з українських біобанків. 
З 2017 по 2020 була залучена як с.н.с у проекти кафедри фізіології, біохімії рослин та біоенергетики, факультету захисту рослин, біотехнологій та екології НУБіП.
Основні теми її наукових інтересів: стовбурові клітини, тканинна інженерія, регенеративні технології, хронобіологія (наука про біологічні ритми). Працювала в галузі дослідження стовбурових клітин у державних і в комерційних установах. Авторка численних статей, патентів та доповідей на тему тканинної інженерії, регенеративних технологій, хронобіології та нейрохімії. Співзасновниця науково-популярної ініціативи Nobilitet та аромапроекту Needorium, співавторка календаря для жінок Solomia Today.

### Nobilitet
Ольга Маслова є співзасновницею науково-популярної конференції Nobilitet (Нобілітет), що проводиться в Києві напередодні вручення Нобелівської премії та включає окрім основної пре-паті ще низку менших подій протягом року, що присвячені минулим преміям.
Зараз працює з біотехнологічними проектами як науковий консультант, з підлітками — в альтернативній школі, робить доповіді як запрошений лектор на різних заходах, пише науково-популярні статті, бере участь в проектах «Розсудливість» і «Школа довголіття», які спрямовані на популяризацію здорового способу життя.
Також Ольга є членом експертної ради проекту Stem is fem. [Архівовано 10 березня 2021 у Wayback Machine.]